# Punta de Quel
La Punta de Quel és una muntanya de 308 metres que es troba al municipi de Flix, a la comarca catalana de la Ribera d'Ebre.